# Quadricalcarifera dasychirinus
Quadricalcarifera dasychirinus är en fjärilsart som beskrevs av Walter Karl Johann Roepke 1944. Quadricalcarifera dasychirinus ingår i släktet Quadricalcarifera och familjen tandspinnare. Inga underarter finns listade.